# St. Blasius (Eichstätt)
Die römisch-katholische Filialkirche St. Blasius in Eichstätt, einem Ortsteil der Marktgemeinde Pfeffenhausen im niederbayerischen Landkreis Landshut, ist ein spätgotischer Backsteinbau, der in der zweiten Hälfte des 15. Jahrhunderts von der Landshuter Bauhütte errichtet wurde. Zunächst war Eichstätt eine Filiale der Pfarrei Oberhatzkofen; später wurde es nach Pfeffenhausen umgepfarrt. Neben ihrem bekanntesten Bauwerk, der Landshuter Martinskirche, errichteten die Baumeister um Hans von Burghausen zahlreiche spätgotische Kirchenbauten auf dem Lande. Die Gestaltung ist bei St. Blasius in Eichstätt deutlich aufwändiger als bei vielen anderen Landkirchen. Vor allem der im Vergleich zu den übrigen Baukörpern massige Turm weist eine reiche Gestaltung auf. Das dem heiligen Blasius von Sebaste (Gedenktag: 3. Februar) geweihte Gotteshaus ist eine Filialkirche der Pfarrei St. Martin in Pfeffenhausen. Sie ist als Baudenkmal mit der Nummer D-2-74-172-35 beim Bayerischen Landesamt für Denkmalpflege eingetragen.

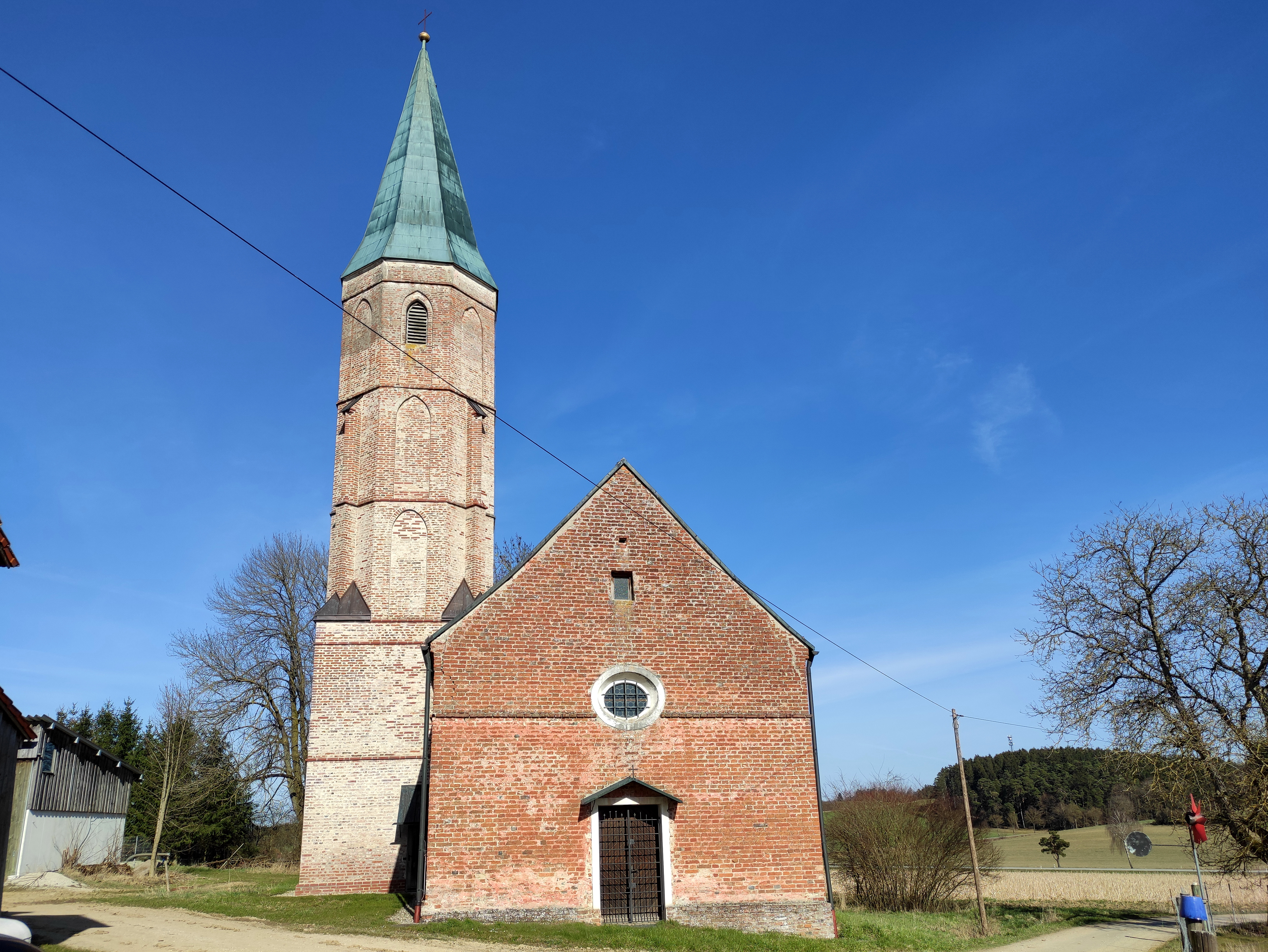
Außenansicht der Filialkirche St. Blasius von Südwesten

## Lage
Die beachtliche Kirchenanlage befindet sich auf einer Anhöhe inmitten der Hopfengärten der Hallertau. Sie liegt rund zweieinhalb Kilometer südwestlich von Pfeffenhausen und dreieinhalb Kilometer nördlich von Obersüßbach bei dem Einödhof Eichstätt.

## Architektur

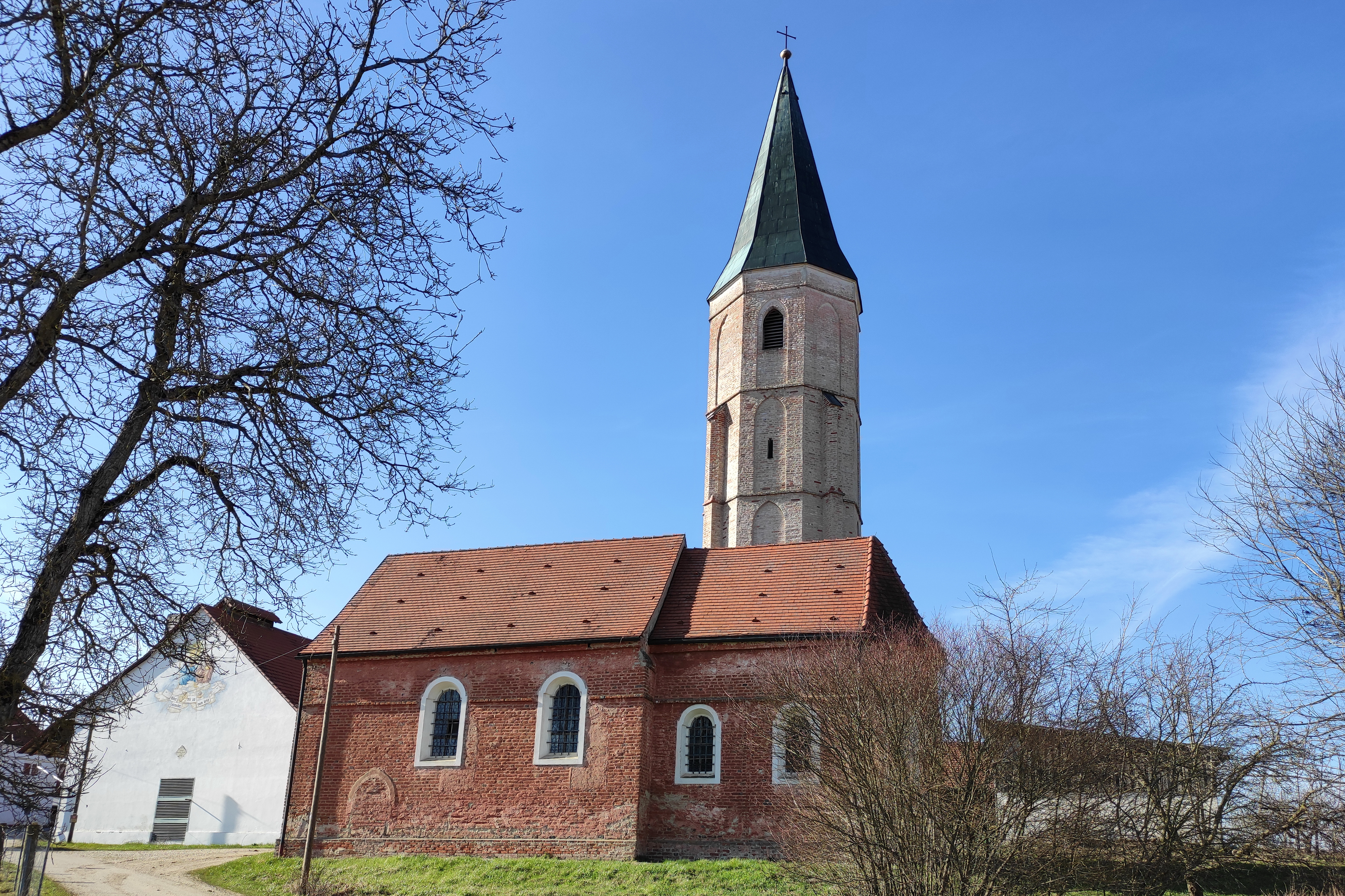
Außenansicht von Südosten

### Außenbau
Der Blankziegelbau besteht aus einem zweijochigen Langhaus und einem eingezogenen, einjochigen Chor mit Fünfachtelschluss. Beide Baukörper werden von einem Friesband unter dem Dachansatz umlaufen. Außen am Chor sind außerdem schwache Dreieckslisenen erkennbar. Die Fensteröffnungen in Langhaus und Chor waren ursprünglich spitzbogig ausgeführt. In der Barockzeit wurden sie teilweise zugesetzt, teilweise weisen sie nunmehr einen Abschluss in Form eines leicht eingezogenen Rundbogens auf. Über dem Hauptportal an der Westfassade befindet sich überdies ein kleines Rundfenster. Ein weiteres Portal befindet sich an der Nordseite. Dieses wird wie das Hauptportal von einem kleinen Vordach bekrönt. Das spitzbogige Südportal wurde in der Barockzeit zugesetzt.
Auf der Nordseite des Chores ist der massige Turm, ausgeführt als sogenannter Chorflankenturm, angebaut. Dieser besitzt einen zweigeschossigen Unterbau über quadratischem Grundriss, der im geräumigen Erdgeschoss die Sakristei beherbergt. Darüber erhebt sich ein dreigeschossiger, oktogonaler Oberbau, der mit Spitzbogenblenden verziert ist und von Eckstreben flankiert wird, die aus der Steildachung des Unterbaus empor steigen. Noch Anfang des 20. Jahrhunderts wurde der Übergang zwischen Oberbau und Helm durch acht Dreiecksgiebel vermittelt, wie auf alten Zeichnungen erkennbar ist. Der heutige achtseitige, gekröpfte Spitzhelm ist modern.

### Innenraum
Der Chorraum wird von einem Netzrippengewölbe auf schwachen, gefasten Pilastern und spitzen Schildbögen überspannt. Die gekehlten, an den Stegen abgeschrägten Rippen entspringen aus profilierten Polygonkonsolen, teilweise auch aus Halbkreiskonsolen mit vorgelegten Tartschen. Den Übergang zum Langhaus, das mit einer Flachdecke versehen ist, vermittelt ein spitzer, beidseits kräftig gekehlter Chorbogen. Die Sakristei im Turmerdgeschoss weist ein Netzrippengewölbe mit rundem, an der Kante gekehltem Schlussstein auf. Die Rippen entspringen aus runden Profilkonsolen. Die Fensteröffnungen sind stichbogig.

## Ausstattung

### Altäre
Der Hochaltar ist ein spätbarockes Werk aus der Zeit um 1730/40. Der Aufbau wird von vier Säulen getragen, deren inneres Paar gewunden ist. Das neugotische Altarblatt zeigt Maria als Himmelskönigin mit dem Jesuskind, das Auszugsbild den Kirchenpatron Blasius von Sebaste. Die Seitenfiguren stellen die Apostel Petrus (rechts) und Paulus (links) dar. Der linke Seitenaltar stammt aus der Zeit um 1715. Der Aufbau wird von vier geraden Säulen getragen. An den Seiten ist der hochbarocke Altar mit vergoldetem Akanthusrankwerk verziert, das von gerieften Bändern durchzogen wird. Auf dem Altarblatt ist die heiligen Ottilia dargestellt, die in früherer Zeit in Eichstätt besonders verehrt wurde. Zahlreiche Votivtafeln weisen noch heute darauf hin. Im Altarauszug befindet sich in einer kleinen Nische eine Figur des heiligen Blasius. Der rechte Seitenaltar wurde um 1760 im Rokokostil geschaffen und ist mit reichem Muschelwerk verziert. Der Aufbau wird von vier Pilastern und zwei davor gestellten Säulen getragen. Auf dem Altarblatt, das im Jahr 1794 von dem Rottenburger Maler Xaver Schweinhuber geschaffen wurde, sind die Wetterheiligen Johannes und Paulus dargestellt.

### Übrige Ausstattung
Das Chorgestühl und die Wangen des Kirchengestühls sind barock und etwa gleich alt wie der linke Seitenaltar. Auch hier findet sich reiches Akanthusschnitzwerk mit gerieften Bändern. Auch das stattliche Chorbogen-Kruzifix stammt aus der ersten Hälfte des 18. Jahrhunderts. Aus der Entstehungszeit der Kirche hat sich eine weitere Figur des Kirchenpatrons erhalten; diese wird auf die Zeit um 1520 datiert. Allerdings ist sie unten beschnitten und nicht mehr in den Originalfarben gefasst.

## Sonstiges
In Eichstätt wird der Gedenktag des heiligen Blasius, der 3. Februar, besonders festlich begangen. Nach der Spende des Blasiussegens durch den Pfarrer werden an die Gottesdienstbesuchern geweihte „Blasius-Zeltn“ verteilt, die in den Tagen zuvor von den Dorfbewohnern in großer Zahl hergestellt worden sind. Wie der Blasiussegen soll das Gebäck die Menschen vor Halsbeschwerden schützen.